# Rafael García (Córdova)
Rafael García é uma comuna da província de Córdoba, na Argentina.